# Aequidens paloemeuensis
Espèce
Aequidens paloemeuensis est un poisson Cichlidae du Suriname.

## Référence
- Kullander & Nijssen : The cichlids of Surinam (Teleostei: Labroidei). E.J. Brill, 1989: i-xxxii, 1-256.